# دستي رودس (لاعب كرة قاعدة)
دستي رودس (بالإنجليزية: Dusty Rhodes)‏ هو لاعب كرة قاعدة أمريكي، ولد في 13 مايو 1927 في مقاطعة مونتغومري في الولايات المتحدة، وتوفي في 17 يونيو 2009 في لاس فيغاس في الولايات المتحدة بسبب السكري.

## وصلات خارجية
- دستي رودس على موقعبيزبول رفرنس.كوم (الدوري الرئيسي) (الإنجليزية)
- دستي رودس على موقعبيزبول رفرنس.كوم (الدوري الثانوي) (الإنجليزية)
- دستي رودس على موقع مشجعي الرسوم البيانية (الإنجليزية)